# Miles at the Fillmore 1970: The Bootleg Series Vol. 3
Miles at The Fillmore 1970: The Bootleg Series Vol. 3 – jazzowy album Milesa Davisa prezentujący koncertowe nagrania utrzymane w stylu fusion i wydany w roku 2014 przez firmę Columbia/Legacy.

## Historia i charakter albumu
Album ten jest trzecim z serii "The Bootleg Series", której celem jest prezentowanie koncertowych nagrań, do tej pory niedostępnych oficjalnie, chociaż niektóre mogły być opublikowane wcześniej na tzw. bootlegach.
Bill Graham otworzył Fillmore East 8 lutego 1968 roku. Do tej pory koncerty jazzowe odbywały się w Nowym Jorku w słynnych, ale bardzo małych i zatłoczonych klubach, takich jak Café Au Go Go, The Scene itp. Tymczasem sala Fillmore mieściła 2700 osób, sama scena była bardzo obszerna i wysoka, z dużym zapleczem. W tym czasie zmieniła się także muzyka rockowa, którą śmiało można już było prezentować razem z grupami jazzowymi.
6 i 7 marca 1970 po raz pierwszy w Fillmore East wystąpił Miles Davis ze swoim sekstetem: Wayne Shorter (jego ostatnie występy z Milesem), Chick Corea, Dave Holland, Jack DeJohnette i Airto Moreira. Zazwyczaj – i to zarówno w Fillmore East jak i w Fillmore West – koncert składał się z kolejnych występów trzech wykonawców, zwykle bardzo się różniących zgodnie z filozofią Billa Grahama. W tym wypadku dwoma innymi wykonawcami byli Neil Young & Crazy Horse oraz Steve Miller Band, którzy różnili się od siebie w takim stopniu, w jakim różnili się od Milesa Davisa. W Fillmore West występowali np. Cecil Taylor obok The Yardbirds i Rahsaan Roland Kirk obok Led Zeppelin.
Mimo wcześniejszej nowojorskiej przygody Milesa (został aresztowany, gdyż był czarny i prowadził czerwone ferrari), jego marcowe koncerty przebiegły już bez problemów. Koncert z 7 marca został wydany w 2001 roku jako Live at the Fillmore East, March 7, 1970: It’s About that Time.
7 kwietnia Miles Davis nagrał album A Tribute to Jack Johnson i natychmiast udał się do San Francisco, gdzie pomiędzy 9 a 12 kwietnia występował w Fillmore East ze swoim sekstetem, w którym za Shortera grał już Steve Grossman. Wystąpili razem z Grateful Dead i Stone the Crows. Drugi koncert (z 10 kwietnia) został profesjonalnie nagrany i wydany w 1973 roku tylko w Japonii jako Black Beauty, a w USA dopiero w 1997 jako Black Beauty: Miles Davis at Fillmore West. W międzyczasie ukazał się także przełomowy album Bitches Brew (4. 1970), któremu towarzyszył singel z edytowanymi wersjami "Miles Runs the Voodoo Down" i "Spanish Key". Był to pierwszy "złoty" album Milesa Davisa.
Miles powrócił na kolejną serię koncertów w Fillmore East w dniach 17-20 czerwca. Tym razem zespół Davisa był septetem, gdyż doszedł Keith Jarrett, który grał w nim na organach. Był to pierwszy zespół Davisa z dwoma muzykami grającymi na instrumentach klawiszowych. Innym wykonawcą była Laura Nyro (wielbicielka Milesa). Nagrany materiał przez Stana Tonkela i Teo Macero został wydany stosunkowo szybko, bo w cztery miesiące później, jako Miles Davis at Fillmore: Live at the Fillmore East i w mocno edytowanej wersji, gdyż 45–50-minutowe występy zostały zredukowane do 20-minutowych, aby mogły się zmieścić na stronie płyty.
W sierpniu Steve Grossman został zastąpiony przez Gary’ego Bartza i septet kontynuował występy przed rockową publicznością.

## Utwory
CD 1, Fillmore East, 17 czerwca, czas 67 min. 69 sek.
producent – Teo Macero
| #  | Tytuł                | Czas  | Kompozytor    | Uwagi                             |
| -- | -------------------- | ----- | ------------- | --------------------------------- |
| 1. | Introduction         | 0:04  |               |                                   |
| 2. | Directions           | 10:24 | Joe Zawinul   |                                   |
| 3. | The Mask             | 11:04 | Miles Davis   |                                   |
| 4. | It's About That Time | 10:45 | Miles Davis   |                                   |
| 5. | Bitches Brew         | 13:41 | Miles Davis   |                                   |
| 6. | The Theme            | 0:36  | Miles Davis   |                                   |
| 7. | Paraphernalia        | 11:02 | Wayne Shorter | Bonus: Fillmore West, 11 kwietnia |
| 8. | Footprints           | 11:13 | Wayne Shorter | Bonus: Fillmore West, 11 kwietnia |

CD 2, Fillmore East, 18 czerwca, czas 56 min. 79 sek.
producent – Teo Macero
| #  | Tytuł                | Czas  | Kompozytor  | Uwagi |
| -- | -------------------- | ----- | ----------- | ----- |
| 1. | Directions           | 10:10 | Joe Zawinul |       |
| 2. | The Mask             | 11:3  | Miles Davis |       |
| 3. | It's About That Time | 12:04 | Miles Davis |       |
| 4. | Bitches Brew         | 11:57 | Miles Davis |       |
| 5. | The Theme            | 01:30 | Miles Davis |       |
| 6. | Spanish Key          | 10:20 | Miles Davis | Bis   |
| 7. | The Theme            | 0:28  | Miles Davis | Bis   |

CD 3, Fillmore East, 19 czerwca, czas 64 min. 47 sek.
producent – Teo Macero
| #  | Tytuł                      | Czas  | Kompozytor            | Uwagi                             |
| -- | -------------------------- | ----- | --------------------- | --------------------------------- |
| 1. | Directions                 | 12:50 | Joe Zawinul           |                                   |
| 2. | The Mask                   | 10:00 | Miles Davis           |                                   |
| 3. | It's About That Time       | 11:28 | Miles Davis           |                                   |
| 4. | I Fall In Love Too Easily  | 01:48 | Sammy Cahn-Jule Styne |                                   |
| 5. | Sanctuary                  | 03:25 | Wayne Shorter         |                                   |
| 6. | Bitches Brew               | 12:38 | Miles Davis           |                                   |
| 7. | The Theme                  | 0:38  | Miles Davis           |                                   |
| 8. | Miles Runs the Voodoo Down | 13:20 | Miles Davis           | Bonus: Fillmore West, 11 kwietnia |

CD 4, Fillmore East, 20 czerwca, czas 56 min. 07 sek.
producent – Teo Macero
| #  | Tytuł                     | Czas  | Kompozytor            | Uwagi |
| -- | ------------------------- | ----- | --------------------- | ----- |
| 1. | Directions                | 10:48 | Joe Zawinul           |       |
| 2. | The Mask                  | 11:15 | Miles Davis           |       |
| 3. | It's About That Time      | 11:04 | Miles Davis           |       |
| 4. | I Fall In Love Too Easily | 01:21 | Sammy Cahn-Jule Styne |       |
| 5. | Sanctuary                 | 03:21 | Wayne Shorter         |       |
| 6. | Bitches Brew              | 09:39 | Miles Davis           |       |
| 7. | Willie Nelson             | 09:22 | Miles Davis           |       |
| 8. | The Theme                 | 0:37  | Miles Davis           |       |

## Muzycy
Fillmore East, 17-20 czerwca
- Miles Davis – trąbka
- Steve Grossman – saksofon tenorowy, saksofon sopranowy
- Chick Corea – elektryczne pianino
- Keith Jarrett – organy, tamburyn
- Dave Holland – kontrabas, gitara basowa
- Jack DeJohnette – perkusja
- Airto Moreira – instrumenty perkusyjne, flet, wokal

Fillmore West, 11 kwietnia
- Miles Davis – trąbka
- Steve Grossman – saksofon tenorowy, saksofon sopranowy
- Chick Corea – elektryczne pianino
- Dave Holland – kontrabas, gitara basowa
- Jack DeJohnette – perkusja
- Airto Moreira – instrumenty perkusyjne

## Opis dysku
- producent – Teo Macero
- producenci albumu – Richard Seidel i Michael Cuscuna
- koproducent – Steve Berkowitz
- producenci wykonawczy – Erin Davis, Cheryl Davis, Vince Wilburn, Jr.
- inżynier nagrywający – Stan Tonkel
- miksowanie i remiksowanie (2012) – Dave Darlington
- studio – Bass Hit Recording, New York City
- mastering – Mark Wilder
- studio – Battery Studios, New York City
- restauracja nagrań – Mark Wilder, Maria Triana
- studio – Battery Studios, New York City
- nagrania – Fillmore West, 11 kwietnia; Fillmore East, 17 czerwca; 18 czerwca; 19 czerwca; 20 czerwca
- kierownik artystyczny – Josh Cheuse
- projekt okładki – Martin Klimas
- fotografie – Glen Craig, Amalie R. Rothschild
- czas – 245:02
- wytwórnia płytowa – Columbia/Legacy
- nr katalogowy – 88765 43381 2
- data wydania – 25 marca 2014 USA, 24 marca Wielka Brytania
- dystrybucja – Sony Music Entertainment